# Karin Kayser
Karin Kayser (auch Kayser-Frutschi, * 14. Januar 1967 in Aarberg) ist eine Schweizer Politikerin (Die Mitte, vormals CVP). 
Karin Kayser ist in Oberdorf im Kanton Solothurn aufgewachsen und hat eine Lehre als Gärtnerin und eine Ausbildung zum Ingenieur (HTL) für Obst-, Wein- und Gartenbau in Wädenswil absolviert. Sie war von 2008 bis 2014 Gemeinderätin und von 2010 bis 2014 Gemeindepräsidentin von Oberdorf im Kanton Nidwalden. Sie wurde 2014 in den Regierungsrat des Kantons gewählt. Dort ist sie Justiz- und Sicherheitsdirektorin und stellvertretende Volkswirtschaftsdirektorin.
Kayser ist verheiratet, hat vier Kinder und wohnt in Oberdorf.